# 日中中間線
日中中間線（にっちゅうちゅうかんせん）とは、ちょうど日本と中国との中間に位置し、日本が排他的経済水域の境界線を定める基準として主張している線。
一方、中国の側が沖縄トラフまでを自国の排他的経済水域と主張していることから、双方の対立が続いている。
尖閣諸島の領有権に関する係争や、過去に琉球王国が日中両属であったという歴史的な経緯もあり、問題の解決が困難となっている。
2012年9月11日の日本政府の尖閣諸島問題の魚釣島、北小島、南小島の3島を埼玉県在住の地権者から20億5千万円で買取り、所有権移転登記を完了し国有化したことに対し、9月16日中華人民共和国外交部は「国連大陸棚限界委員会」に排他的経済水域を日中中間線を越え沖縄トラフまでとする「大陸棚自然延長」を主張する案を正式に提出すると発表した。